# توبي شارب
توبي شارب (5 يوليو 1981 في المملكة المتحدة - ) (بالإنجليزية: Toby Sharpe)‏ هو لاعب كريكت بريطاني. لعب مع Dorset County Cricket Club ‏ ونادي الكريكت في جامعة أكسفورد ‏.